# Omukama
L'Omukama, spesso tradotto come "re dei re", (O)Mukama significa in bantu (Banyoro, Batoro e altre lingue) qualcosa come "portatore di latte superiore". Il titolo "Omukama" è utilizzato nella regione dell'Uganda e nei paesi limitrofi, in particolare nei regni di Bunyoro e Toro. Dopo aver ristabilito i regni ugandesi negli anni '90, gli Omukama sono oggi accettati come re con una funzione meramente culturale.